# Wasserturm Elmshorn
| Wasserturm Elmshorn    | Wasserturm Elmshorn                    |
| Wasserturm             | Wasserturm                             |
| Daten                  | Daten                                  |
| ---------------------- | -------------------------------------- |
| Denkmalschutz:         | Kulturdenkmal von besonderer Bedeutung |
| Baujahr:               | 1902                                   |
| Turmhöhe:              | 43,5 m                                 |
| Nutzhöhe:              | 39,5 m                                 |
| Behälterart:           | Intze 1                                |
| Volumen des Behälters: | 550 m³                                 |
| Stilllegung:           | 1989                                   |
| Ursprüngliche Nutzung: | Städtische Wasserversorgung            |
| Heutige Nutzung:       | Café, Kerzenzieherei                   |

Der Wasserturm in Elmshorn wurde 1902 an der Jahnstraße errichtet und 1989 stillgelegt. Der 43,5 m hohe Wasserturm steht als eingetragenes Kulturdenkmal unter Denkmalschutz.

## Bau
Der sich nach oben verjüngende Turmschaft besteht aus Backstein-Mauerwerk und weist jeweils in Höhe der Fensteröffnungen einen umlaufenden Streifen aus glasierten Steinen auf. Er schließt nach oben ab mit einem Kranzgesims aus reliefartig vorspringenden Backsteinen und Formsteinen.
Der Wasserbehälter aus genietetem Stahlblech ruht auf einem Ring aus harten Granit-Steinen, die den Druck gleichmäßig auf das Mauerwerk des Turmschafts verteilen. Konstruktiv handelt es sich um einen Intze-Behälter des Typs 1 mit einem Fassungsvermögen von 550 m³, der eine äußere Verkleidung aus mit Backstein ausgemauertem Eisenfachwerk hat. Das Kegeldach des Turms trägt eine kleine Laterne mit Lüftungsschlitzen.

## Ursprüngliche Nutzung
Der Turm und das ihn speisende Wasserwerk in den Liether Dünen wurden bis 1902 durch das 1899 in Neumünster gegründete Unternehmen Licht-, Kraft- und Wasserwerke AG gebaut, basierend auf einem Entwurf des Ingenieurs Maibaum. Der Antrieb der Wasserpumpen erfolgte mit Gasmotoren. Das Rohrnetz war zunächst 22.000 Meter lang. Die neu gebauten Anlagen sicherten die Wasserversorgung für knapp die Hälfte der Elmshorner Haushalte. Das Wasserwerk mit Wasserturm und Leitungsnetz wurde wohl noch vor 1914 von der Stadt Elmshorn erworben. Der Turm erfüllte bis 1989 seine Funktion als Wasserspeicher und Garant eines gleichmäßigen Wasserdrucks. Dann wurde er durch moderne Technologien überflüssig und stand jahrelang leer.

## Heutige Nutzung
2003 ging das Bauwerk für den symbolischen Preis von 0,50 Euro in Privateigentum über. Nach Entwürfen des Architekten Jan-Peter Witte wurde im Eingangsbereich eine Kerzenzieherei mit Gastronomie eingerichtet. Dazu zog man eine Galerie-Ebene ein, um die Geschosshöhe von 6 m optisch zu verringern. Eine steile Holztreppe wurde durch eine Wendeltreppe ersetzt, ein zusätzlicher Eingang musste geschaffen werden. Die Umbaukosten beliefen sich auf mehr als 206.000 Euro. Die Stiftung zur Erhaltung von Kulturdenkmalen in Elmshorn steuerte Fördergelder in Höhe von 17.950 Euro bei.

## Galerie

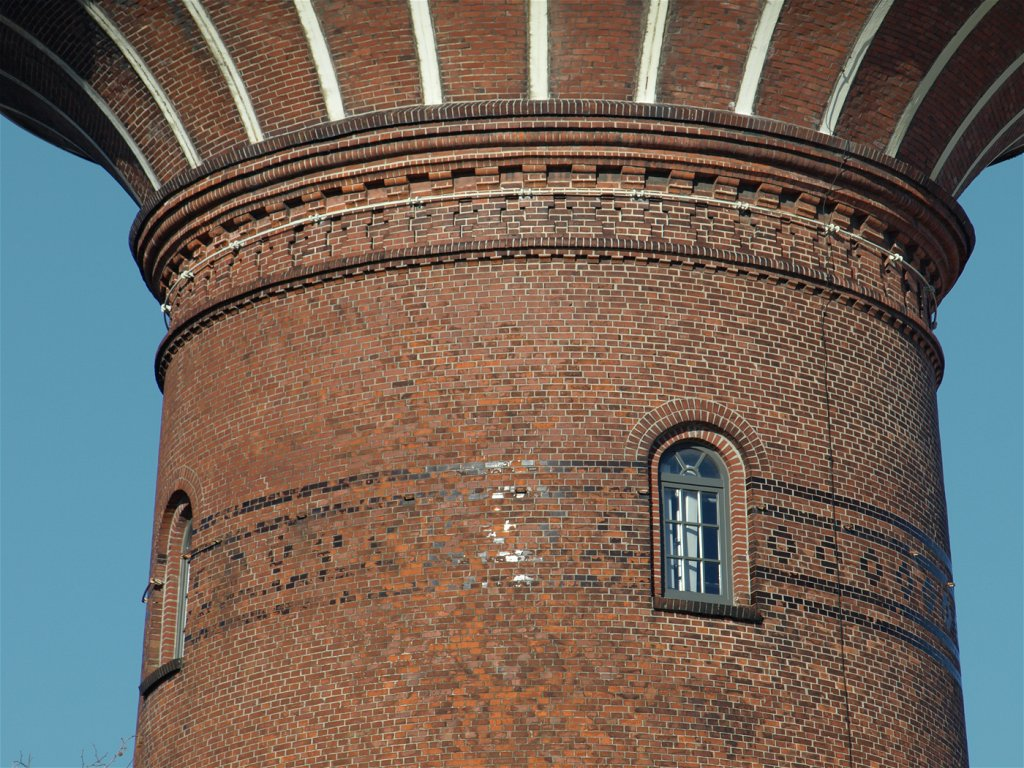
Ziermauerwerk: glasierte Backsteine und abschließender Fries
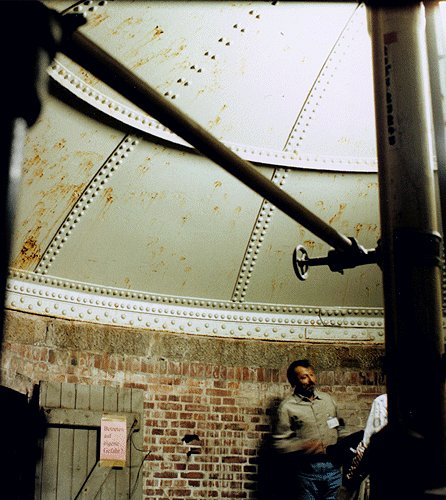
Der genietete Wassertank ruht auf einem Granitring.